# Grahamina gymnota
Grahamina gymnota és una espècie de peix de la família dels tripterígids i de l'ordre dels perciformes. Poden assolir 6,7 cm de longitud total. És un peix de clima temperat i demersal.
Es troba a Nova Zelanda i el sud-est de Tasmània.
És inofensiu per als humans.